# Aupilaktuq
Aupilaktuq, tidigare namn Rideout Island, är en ö i Kanada.   Den ligger i territoriet Nunavut, i den centrala delen av landet, 3 100 km nordväst om huvudstaden Ottawa. Arean är 24,8 kvadratkilometer.
Terrängen på Aupilaktuq är lite kuperad. Öns högsta punkt är 208 meter över havet. Den sträcker sig 11,2 kilometer i nord-sydlig riktning, och 5,1 kilometer i öst-västlig riktning.
Trakten runt Aupilaktuq består i huvudsak av gräsmarker. Trakten runt Rideout Island är nära nog obefolkad, med mindre än två invånare per kvadratkilometer.